# Гёкинг, Леопольд фон
Леопольд Фридрих Гюнтер фон Гёкингк (нем. Leopold Friedrich Günther von Goeckingk; 13 июля 1748, Грёнинген, Герцогство Саксония — 18 февраля 1828, Грос Вартенберг, Нижняя Силезия) — немецкий поэт-лирик эпохи рококо, писатель

, публицист, журналист и прусский чиновник.

## Биография
Со школьных лет дружил с И. Глеймом. Обучался в университете Галле, где был однокурсником Готфрида Августа Бюргера.
После окончания учёбы в 1768 году работал юристом в Военно-доменной камере Пруссии. С 1770 года был директором канцелярии в маленьком прусском городке Эльрих и одновременно работал над своей книгой «Песни двух влюбленных». В 1776–1779 годах - соредактор альманаха Göttinger Musenalmanach. В 1784 году основал «Журнал Германии и для Германии» (Journal von und für Deutschland).
В 1786 году стал военным и доменным советником при палате в Магдебурге , в 1788 году  — окружным и налоговым советником в Вернигероде и прусским местным комиссаром , в 1793 году —  старшим тайным финансовым советником в Берлине.

## Творчество
Дебютировал, как поэт со сборником «Sinngedichte» (1772, 2 изд., 1778); затем вышли его «Lieder zweier Liebenden» (1777, 3 изд., 1819), пользовавшиеся благодаря искренности чувства и прекрасному языку значительными успехом у современников.
В 1780—1782 годах издал «Gedichte» (нов. изд., 1821). Другие его избранные сочинения:
- «Prosaische Schriften» (1784);
- «Scharaden und Logogriphen» (1817);
- «Nikolaïs Leben und litterarischer Nachlass» (1820).

Избранные произведения поэта, с биографическим введением, напечатаны в 73-м томе Киршнеровской «Deutsche Nationallitteratur». Большое значение имеет изданная переписка Гёкинга с Бюргером: «Briefe von und an Bürger» (1874).
Член Общества баварских иллюминатов в Гёттингене.